# 1940年逝世人物列表
1940年逝世人物列表：1月 - 2月 - 3月 - 4月 - 5月 - 6月 - 7月 - 8月 - 9月 - 10月 - 11月 - 12月
下面是1940年逝世的知名人士列表。

## 1月

### 1日
- 山内房治郎，日本企業高管

### 4日
- 弗洛拉·芬奇，英國出生的女演員、喜劇演員

### 9日
- 亞歷克斯·貝內特，蘇格蘭足球運動員

### 15日
- 卡利霍·帕倫，希臘婦女運動的創始人

### 18日
- 卡齊米日·普澤瓦-泰特馬耶爾，波蘭詩人、作家

### 20日
- 奧瑪律·邦迪，美國陸軍上將

### 22日
- 埃德溫·卡瑞，美國原住民導演

### 27日
- 以撒·巴別爾，烏克蘭作家（被處決）

### 29日
- 内多·纳迪，義大利擊劍運動員[1]

## 2月

### 日期不詳
- 鄭蘋如，中國間諜（被處決）

### 2日
- 米哈伊爾·科爾佐夫，蘇聯記者（被處決）
- 弗谢沃洛德·梅耶荷德，俄羅斯戲劇從業者

### 4日
- 撒母耳·沃克蘭，美國工程師
- 尼古拉·叶若夫，蘇聯政治家和警察局長，大清洗肇事者

### 9日
- 威廉·多德，美國歷史學家、外交官

### 11日
- 約翰·布肯，蘇格蘭出生的小說家，加拿大總督
- 贡纳尔·赫克特，芬蘭奧運運動員

### 15日
- R.E.B.克朗普頓，英國電氣工程師、實業家和發明家

### 16日
- 路易·達蒂格·杜·富爾內，法國海軍上將

### 26日
- 迈克尔·海尼施，奧地利第二任總統

### 27日
- 彼得·贝伦斯，德國建築師、設計師

### 29日
- 愛德華·弗雷德里克·本森，英國作家
- 約瑟夫·斯威卡德，德國演員[2]

## 3月

### 1日
- A.H.塔姆薩雷，愛沙尼亞作家

### 5日
- 瑪克辛·埃利奧特，美國女演員
- 蔡元培，中國教育家、哲學家、政治家和世界語家，北京大學校長

### 10日
- 米哈伊尔·阿法纳西耶维奇·布尔加科夫，俄羅斯作家

### 16日
- 塞尔玛·拉格洛夫，瑞典作家，諾貝爾獎獲得者
- 撒母耳·昂特邁爾，美國律師

### 18日
- 艾爾默·亨特-韋斯頓，英國陸軍上將

### 20日
- 阿爾弗雷德·普洛茨，德國醫生、生物學家和優生學家

### 23日
- 迪米塔爾·斯坦霍夫，保加利亞第15任總理

### 24日
- 托馬斯·亞當斯，英國城市規劃師

### 26日
- 斯皮里宗·路易斯，希臘奧運運動員

### 27日
- 瑪德琳·阿斯特，泰坦尼克號沉沒的美國倖存者
- 迈克尔·约瑟夫·萨瓦奇，紐西蘭第23任總理

### 30日
- 喬治·埃格頓，英國海軍上將

### 31日
- 廷斯利·林德利，英國足球運動員

## 4月

### 1日
- 約翰·阿金森·霍布森，英國經濟學家

### 5日
- 羅伯特·梅拉特，瑞士土木工程師[3]
- 宋哲元，中國西北軍將領

### 7日
- 威廉·法弗舍姆，英國演員[4]

### 8日
- 華金·米爾·特林克塞特，西班牙藝術家

### 9日
- 派翠克·坎貝爾，英國戲劇女演員、製片人[5]
- 亨利克·明凱維奇，波蘭將軍和政治家（被處決）

### 10日
- 伯納德·沃伯頓-李，英國海軍軍官，維多利亞十字勳章獲得者（陣亡）

### 18日
- 弗洛裡·福德，澳大利亞出生的音樂廳歌手[6]

### 21日
- 喬治·巴恩斯，英國工黨政治家

### 26日
- 卡爾·博施，德國化學家，諾貝爾獎獲得者[7]

### 28日
- 路易莎·特裡齊尼，義大利歌劇歌手

### 30日
- 亨利克·多布讚斯基，波蘭士兵、運動員和抵抗戰士

## 5月

### 2日
- 歐內斯特·喬伊斯，英國探險家

### 7日
- 喬治·蘭斯伯里，英國工黨政治家

### 11日
- 林忠次郎，日本靈氣大師

### 14日
- 埃玛·戈尔德曼，立陶宛出生的無政府主義者

### 15日
- Menno ter Braak，荷蘭作家

### 16日
- 张自忠，中國國民革命軍將領

### 20日
- 维尔纳·冯·海登斯坦，瑞典作家，諾貝爾獎獲得者

### 24日
- 路易士·弗萊斯，荷蘭商人、活動家和作家

### 25日
- 喬·德格拉斯，加拿大電影導演

### 26日
- 普魯士的威廉，德意志帝國末代皇帝威廉二世的孫子。

### 27日
- 波列斯瓦夫·羅亞，波蘭將軍（被處決）

### 28日
- 黑森的腓特烈·卡爾，德國黑森-卡塞爾王子
- 沃爾特·康諾利，美國演員

### 29日
- 瑪莉·安德森，美國舞臺女演員

## 6月

### 7日
- 詹姆斯·霍爾，美國演員
- 休·羅德曼，美國海軍上將

### 10日
- 馬科斯·加維，牙買加出生的出版商、企業家和黑人民族主義者
- 湯瑪斯·哈德森·比爾，英國工程師

### 11日
- 阿爾弗雷德·S·舒勒，美國建築師

### 12日
- 威廉·拉什利，英國水手

### 13日
- 喬治·菲茨莫裡斯，美國導演

### 14日
- 小亨利·安泰爾，美國外交官

### 15日
- 約翰·B·詹森，美國律師和政治家

### 17日
- 阿瑟·哈登，英國化學家，諾貝爾獎獲得者

### 19日
- 莫裡斯·喬伯特，法國作曲家

### 20日
- 查理·蔡斯，美國喜劇演員

### 21日
- 斯梅德利·巴特勒，美國將軍
- 雅努什·库索钦斯基，波蘭運動員（陣亡）
- 約翰·T·湯普森，美國陸軍軍官，湯普森槍的發明者
- 爱德华·维亚尔，法國畫家

### 22日
- 沃爾特·哈森克萊弗，德國詩人和劇作家[8]
- 弗拉迪米爾·彼得·柯本，俄羅斯出生的德國地理學家和氣候學家

### 28日
- 伊塔洛·巴尔博，義大利法西斯領袖

### 29日
- 保羅·克利，瑞士藝術家

## 7月

### 1日
- 本·特平，美國演員、喜劇演員

### 9日
- 約瑟夫·比尼什凱維奇，西里西亞政治家

### 10日
- 彼得羅·弗魯戈尼，義大利將軍

### 15日
- 罗伯特·潘兴·瓦德罗，美國公民，有史以來最高的人（感染）

### 28日
- 大衛·泰勒，美國海軍建築師

### 30日
- 斯賓塞·伍德，美國海軍少將

## 8月

### 3日
- 泽维·贾鲍京斯基，俄羅斯猶太復國主義哲學家和知識份子[9]
- 克里希納·拉賈·瓦迪亞爾四世，印度皇室成員，邁索爾大君

### 4日
- 華金娜·瑪麗亞·梅賽德斯·巴塞洛·佩奇，菲律賓羅馬天主教修女和受人尊敬的

### 5日
- 弗雷德里克·庫克，美國探險家

### 8日
- 約翰尼·多茲，美國爵士單簧管演奏家

### 13日
- 詹姆斯·費爾貝恩，澳大利亞牧民、飛行員和政治家
- 亨利·古利特，澳大利亞政治家
- 傑弗里·斯特裡特，澳大利亞政治家
- 布魯德內爾·懷特，澳大利亞將軍

### 16日
- 亨利·德格朗日，法國賽車手和環法自行車賽創始人[10]

### 18日
- 沃爾特·克萊斯勒，美國汽車先驅

### 21日
- 列夫·托洛茨基，俄國共產主義革命家（遇刺）

### 22日
- 奧利弗·洛奇，英國物理學家
- 第一代斯特裡克蘭男爵傑拉爾德·斯特裡克蘭，馬爾他政治家，馬爾他第四任總理，新南威爾士州第1任州長，西澳大利亞州第4任州長和塔斯馬尼亞州第23任州長
- 瑪麗·沃克斯·沃爾科特，美國藝術家、博物學家

### 24日
- 保罗·高特列本·尼普科夫，德國技術員和發明家

### 26日
- 威廉·鮑伊，美國大地測量工程師

### 28日
- 湯瑪斯·斯諾，英國陸軍上將
- 约瑟夫·汤姆孙，英國物理學家，諾貝爾獎獲得者

### 31日
- 歐內斯特·倫丁，美國律師、政治家
- 德蘭西·吉爾，美國風景畫家、攝影師

## 9月

### 4日
- 汉斯·津瑟，美国医生、细菌学家和科普作家
- 喬治·威廉·德·卡特雷特，Jerseiaise 作家

### 5日
- 查理斯·德·布羅克維爾，比利時第20任首相

### 7日
- 何塞·费利克斯·埃斯蒂加里维亚，巴拉圭第34任總統

### 9日
- 珀西·阿博特，澳大利亞政治家

### 10日
- 尼古拉·伊万诺夫，保加利亞將軍
- 山屋他人，日本海軍上將

### 20日
- E.羅莎·薩維特爾，紐西蘭藝術家

### 23日
- 羅伯特·希琴斯，泰坦尼克号軍需官，泰坦尼克號撞上冰山時掌舵的人[11]
- 黑爾·霍爾頓，美國芝加哥、伯靈頓和昆西鐵路公司總裁（1914—1918年、1920—1929年）

### 25日
- 瑪格麗特·克拉克，美國舞臺和無聲電影女演員

### 26日
- 德國哲學家和文化評論家沃爾特·本雅明自殺[12]

### 27日
- 朱利安·贝斯特罗，西班牙社會主義政治家
- 朱利葉斯·瓦格納-堯雷格，奧地利神經科學家，諾貝爾生理學或醫學獎獲得者

## 10月

### 5日
- 巴林頓·布斯，美國志願者組織的美國聯合創始人
- 林肯·洛伊·麥坎德利斯，夏威夷政治家、牧場主
- 西尔维斯特里·雷维尔塔斯，墨西哥作曲家

### 6日
- 小松原道太郎，日本將軍

### 8日
- 羅伯特·埃姆登，瑞士天體物理學家和氣象學家
- 亨利·海德，英國神經學家

### 9日
- 威爾弗雷德·葛籣費爾，英國紐芬蘭和拉布拉多醫療傳教士

### 10日
- 伯頓·丘吉爾，加拿大演員

### 12日
- 汤姆·米克斯，美國演員

### 15日
- 路易斯·孔帕尼斯，加泰羅尼亞總督（被處決）

### 17日
- 喬治·大衛斯，美國棒球運動員，美國職業棒球大聯盟名人堂成員

### 20日
- 贡纳尔·阿斯普隆德，瑞典建築師

### 22日
- 查理斯·哈靈頓，英國將軍

## 11月

### 3日
- 曼努埃尔·阿萨尼亚，西班牙第55任首相，西班牙第2任總統

### 9日
- 内维尔·张伯伦，英國首相

### 17日
- 埃里克·吉尔，英國雕塑家、刻字設計師和作家
- 雷蒙德·珀爾，美國生物學家

### 18日
- 揚·因庫萊什，摩爾達維亞政治家，摩爾多瓦第一任總統

### 24日
- 西園寺公望，日本王子兼首相

### 26日
- 暗殺
  - 格奧爾基·阿爾熱薩努，羅馬尼亞將軍和政治家，羅馬尼亞第40任總理
  - 伊萬·明柳，羅馬尼亞將軍
  - 維克多·伊曼迪，羅馬尼亞政治家
  - 米哈伊爾·莫魯佐夫，羅馬尼亞情報局局長

### 27日
- 亨利·紀堯梅，法國飛行員
- 尼古拉·伊奧爾加，羅馬尼亞歷史學家和政治家，羅馬尼亞第34任總理（遇刺）

## 12月

### 2日
- 尼古拉·科爾佐夫，俄羅斯生物學家、遺傳學家

### 5日
- 揚·庫貝利克，捷克小提琴家

### 13日
- 威爾弗雷德·盧卡斯，加拿大出生的美國演員

### 14日
- 安東·科羅舍茨，斯洛維尼亞政治領袖

### 15日
- 比利·漢密爾頓，美國棒球運動員，美國職業棒球大聯盟名人堂成員

### 16日
- 歐仁·杜波依斯，荷蘭古人類學家、地質學家

### 19日
- 屈厄斯蒂·卡利奥，芬蘭農民、銀行家、芬蘭第8任總理和芬蘭第4任總統

### 21日
- 弗朗西斯·斯科特·菲茨杰拉德，美國作家

### 22日
- 納塔內爾·韋斯特，美國作家

### 23日
- 埃迪·奧古斯特·施耐德，美國飛行員

### 25日
- 艾格尼絲·艾爾斯，美國女演員

### 26日
- 丹尼爾·弗羅曼，美國戲劇製作人